# Biela

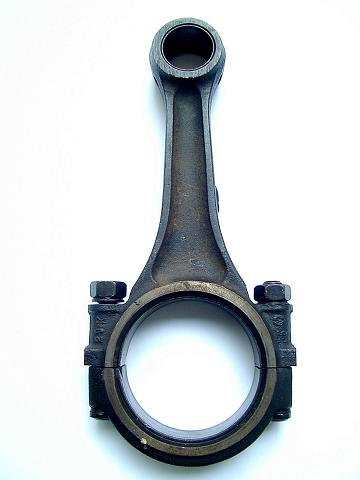
Biela de un motor de combustión interna de Volkswagen Escarabajo.

En mecánica, la biela es un elemento de máquina articulado para transmitir longitudinalmente movimiento entre dos partes de un mecanismo. Está sometida a esfuerzos de tracción y de compresión.

## Descripción
El material del que se fabrican es una aleación de acero, titanio o aluminio. En la industria automotor suelen ser piezas forjadas, aunque algunos fabricantes las producen mediante mecanizado.

### Partes
| Parte  | División   | Descripción |
| ------ | ---------- | --- |
| Pie    |            | Es la parte con el orificio de menor diámetro, y en la que se introduce el casquillo a presión, en el que luego se inserta el bulón, un cilindro o tubo metálico que une la biela con el pistón.                                 |
| Cuerpo |            | Es la parte central. Está sometido a esfuerzos de tracción-compresión en su eje longitudinal, y suele estar aligerado. Su sección transversal tiene forma de "O", "H", "I" o "+".                                                |

Partes de una biela (rótulos en francés)

| Cabeza |            | Es la parte con el orificio de mayor diámetro, y se suele componer de dos mitades, una de ellas solidaria al cuerpo. - Aloja un casquillo (cojinete o rodamiento) que abraza la correspondiente muñequilla (muñón) del cigüeñal. |
|        | Sombrerete | Es la parte postiza que se une a la primera mediante pernos. |
| Taqué  |            | |

### Material
Por lo general, las bielas de los motores alternativos de combustión interna se realizan en acero templado mediante forja, aunque hay motores de competición con bielas de titanio o aluminio, realizadas mediante operaciones de arranque de material.

## Tipos
| Biela     | Descripción |
| --------- | --- |
| Enteriza  | Es aquella cuya cabeza de biela no es desmontable, no existe el sombrerete. En esos casos el conjunto cigüeñal-bielas es indesmontable, o bien es desmontable porque el cigüeñal se desmonta en las muñequillas.                                        |
| Aligerada | Si el ángulo que forma el plano que divide las dos mitades de la cabeza de biela, no forma un ángulo recto con el plano medio de la biela, que pasa por los ejes de pie y cabeza, sino que forma un ángulo, entonces se dice que la biela es aligerada. |

| Biela | Tipo                                                     | Observación                                                            |
| --- | -------------------------------------------------------- | ---------------------------------------------------------------------- |
| de Pistón |                                                          | Máquina de vapor.                                                      |
| de Distribución delantera |                                                          | Embarcación. De Distribución de válvula de Stephenson                  |
| de Distribución trasera |                                                          | Embarcación. De Distribución de válvula de Stephenson                  |
| Tirante |                                                          | Locomotora. Desde rueda conductora                                     |
| de Acoplamiento (de lado) |                                                          | Locomotora. Entre ruedas conducidas                                    |
| de Alcance |                                                          | Locomotora. De Distribución de válvula (Control manual)                |
| Excéntrica |                                                          | Locomotora. De Distribución de válvula (Desfase)                       |
| de Radio |                                                          | Locomotora. De Distribución de válvula de Walschaerts                  |
| de Válvula |                                                          | Locomotora. De Distribución de válvula de Baker                        |
| de Balance |                                                          | Locomotora. De Pantógrafo                                              |
| de Conexión |                                                          | Locomotora, Automóvil y Avión. Actualmente, es la más utilizada.       |
| de Conexión | de Horquilla                                             | Avión. Motor Radial                                                    |
| de Conexión | de Hoja                                                  | Avión. Motor Radial                                                    |
| de Conexión | Principal                                                | Avión. Motor Radial                                                    |
| de Conexión | Articulada                                               | Avión. Motor Radial                                                    |
| de Conexión | Amo                                                      | Automóvil.                                                             |
| de Conexión | Esclava                                                  | Automóvil.                                                             |
| de Empalme (Bieleta) |                                                          | Automóvil. De Regulador diésel                                         |
| de Empuje (Empujador) |                                                          | Automóvil y Avión. Tiene taqué, va desde eje de levas a los balancines |
| de Empuje (Empujador) | Camión. Acciona el freno de aire, va hasta el diafragma. |                                                                        |
| de Control |                                                          | Helicóptero. Hacia el plato de chapoteo                                |
| de Plato de chapoteo (***) |                                                          | Helicóptero. Desde el plato de chapoteo hacia el control de aspas      |
| |                                                          | Helicóptero.                                                           |
| |                                                          | Bomba de varilla.                                                      |
| |                                                          | Bomba de varilla.                                                      |
| de Operación |                                                          | Arma de fuego.                                                         |
| (*) Tienen el mismo nombre en inglés, Master rod, pero su forma es distinta, la de avión rige sobre todas las bielas articuladas, mientras que la de automóvil rige únicamente sobre una biela esclava.        |                                                          |                                                                        |
| (**) Se le dice en inglés, Control rod, también a la salida del Regulador diésel, pero esta es una cremallera, no una biela. Tampoco debe confundirse con la Control rod que controla los reactores nucleares. |                                                          |                                                                        |
| (***) Este es el nombre con que se le conoce en la FAH. |                                                          |                                                                        |

## Historia
David S. Landes, L'Europe technicienne ou le Prométhée libéré (Europa y el progreso técnico), 1980.
Europa importó de Oriente durante el transcurso de varios siglos un conjunto de técnicas valiosas y fundamentales. En este caso, la biela, con la finalidad de convertir el movimiento alternado en rotatorio, que provenía de China, territorio que durante las dinastías Tang (618-907) y Sung (960-1279) asistió a avances tecnológicos y organizativos en términos económicos avanzados.
Actualmente las bielas son un elemento básico en los motores de combustión interna y en los compresores alternativos.

## Funcionamiento en un motor de combustión interna

Animación de un motor de combustión interna.

Cuando el pistón se encuentra comprimiendo la mezcla 10° antes para llegar al punto muerto superior (PMS) la chispa se activa, provocando que la mezcla comience a quemarse y cuando llega al PMS esta fuerza explosiva que se está liberando se comprime. Debido a las fuerzas inerciales el mecanismo sigue avanzando, al encontrarse a 10° después del PMS es cuando se libera toda la fuerza.
Los principales esfuerzos que sufre la biela son de flexión compuesta en el momento de la carga máxima al explotar la mezcla combustible (expansión del ciclo), la compresión estaría dada por la componente de la fuerza sobre el eje longitudinal de la biela, y la flexión por la componente transversal a la misma, y lo mismo con el par reactivo proporcionado por la carga a través del cigüeñal al oponerse al movimiento. Además la biela sufre un esfuerzo de compresión nuevamente en la etapa de compresión de la mezcla.
Después de observar los distintos tipos de análisis realizados a la biela se pueden notar dos puntos críticos que ocurren en diferentes etapas del ciclo mecánico; el primero de ellos se aprecia durante la compresión, y tiene lugar en la parte media de la biela; el segundo punto crítico se sitúa en la parte inferior de la biela y ocurre durante la expansión del ciclo. Los tornillos, por su parte, soportan solo un pequeño porcentaje de la carga.
Con un análisis similar en bielas de sección tipo H en lugar de I, se observa que los esfuerzos que aparecen son menores, esto se debe a que las bielas tipo H se fabrican en su mayoría mecanizadas y con una sección constante, por lo que en la parte de la cabeza resulta sobredimensionada, disminuyendo las tensiones internas, se utilizan en motores de altas exigencias. Sin embargo en los automóviles de producción masiva se utilizan las bielas tipo I forjadas que resisten apropiadamente los esfuerzos que sufren en un uso normal, pero no son adecuadas para regímenes más intenso.